# グランヴィル・プロビー (第4代カリスフォート伯爵)
第4代カリスフォート伯爵グランヴィル・ルーソン・プロビー（英語: Granville Leveson Proby, 4th Earl of Carysfort KP PC、1825年9月14日 – 1872年5月18日）は、アイルランド貴族、イギリスの政治家。自由党所属。

## 生涯
第3代カリスフォート伯爵グランヴィル・ルーソン・プロビーとイザベラ・ハワード（Isabella Howard、1836年1月22日没、ヒュー・ハワード閣下の娘）の次男（長男ジョン・ジョシュアは1823年4月3日に生まれ、1858年11月19日に生涯未婚のまま死去）として、1825年9月14日にウィックロー県ブッシー・パーク（Bushy Park）で生まれた。
1851年に第74歩兵連隊の大尉になった。
1858年から1868年までウィックロー選挙区の代表として自由党所属の庶民院議員を務め、1859年6月23日に王室監査官に任命され、同年7月6日に枢密顧問官に任命された。その後、1866年7月10日に王室監査官から辞任した。1869年6月2日、聖パトリック勲章を授与された。
1868年11月3日に父が死去すると、カリスフォート伯爵位を継承した。
1872年5月18日にフィレンツェのホテルで死去、弟ウィリアムが爵位を継承した。

## 家族
1853年7月19日、オーガスタ・マリア・ヘア（Augusta Maria Hare、1832年5月31日 – 1881年3月24日、第2代リストーエル伯爵ウィリアム・ヘアの娘）と結婚した。